# Honda RA301
Chronologie des modèles (1968)
Honda RA300 Honda RA302
La Honda RA301 est une monoplace de Formule 1 construite par Honda afin de courir le championnat du monde de Formule 1 1968. Ses pilotes sont les Britanniques John Surtees et David Hobbs pour une seule course. Le Suédois Joakim Bonnier l'engage lors du dernier Grand Prix de la saison, au Mexique, au sein de son écurie.

## Historique
Le premier Grand Prix de la saison, en Afrique du Sud est abordé avec la RA300. Ce n'est qu'à partir de la deuxième course que la RA301 la remplace. À cette occasion, John Surtees se qualifie septième mais abandonne à cause de sa boîte de vitesses.
À Monaco, il réalise une meilleure performance en se qualifiant huitième mais abandonne pour les mêmes causes.
Lors du Grand Prix de Belgique, Chris Irwin devait être engagé avec une RA300 aux côtés de Surtees mais, blessé, déclare forfait. Surtees participe donc seul au weekend. Il se qualifie de nouveau quatrième et abandonne sur problème technique. Cette fois-ci ses suspensions sont en cause. Il réalise cependant le meilleur tour en course et mène l'épreuve pendant huit tours.

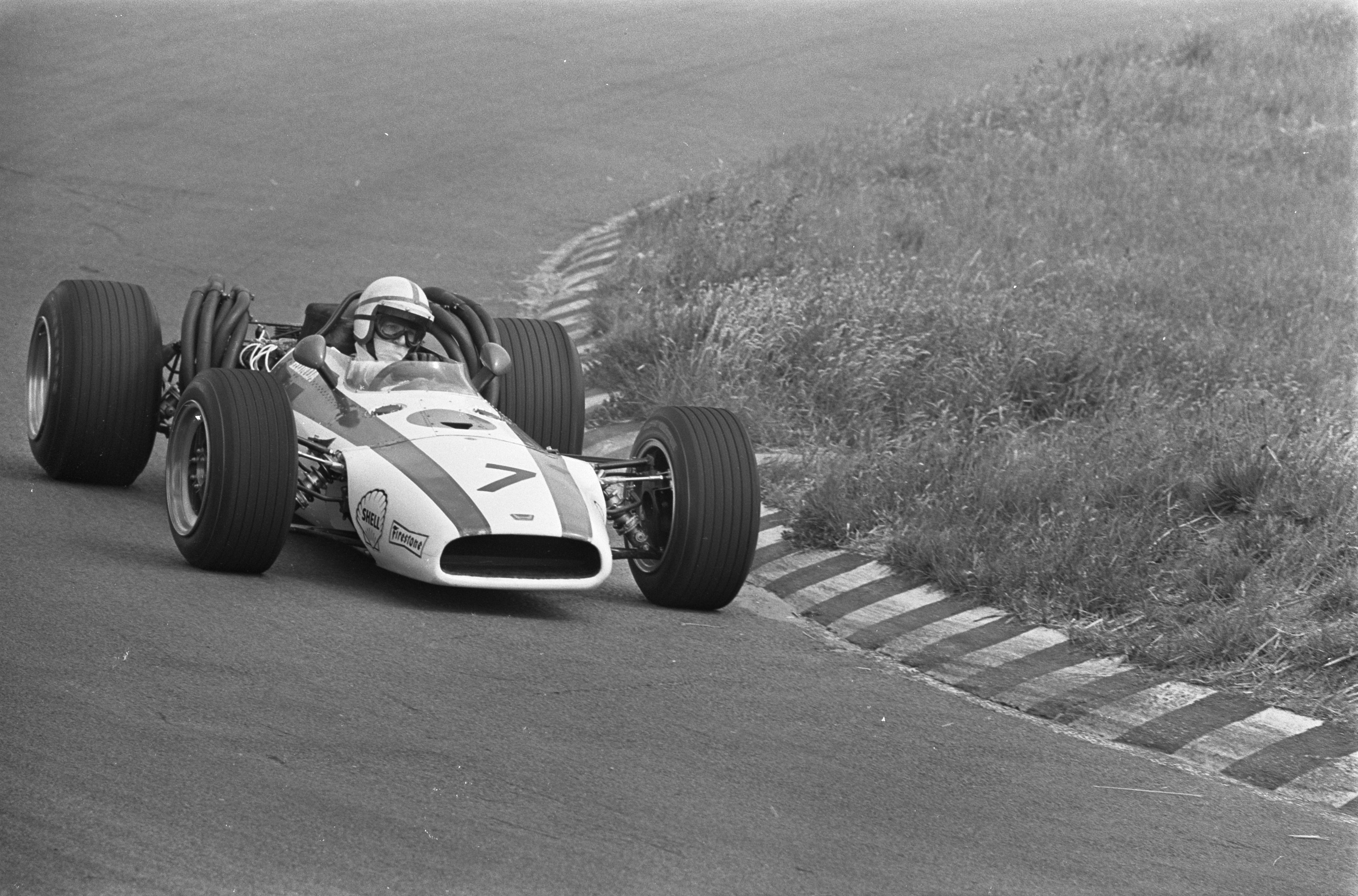
John Surtees lors du Grand Prix automobile des Pays-Bas 1968.

Aux Pays-Bas, un souci d'alternateur empêche le Britannique, qualifié neuvième, de finir la course.
Vient ensuite le Grand Prix de France où John Surtees est engagé aux côtés de Jo Schlesser dont c'est le premier Grand Prix. Le Français est inscrit avec une RA302 de Honda France et se qualifie dix-septième, à huit secondes de la pole position tandis que Surtees, qui a refusé de piloter la RA302 qu'il juge trop dangereuse du fait de sa composition de magnésium très inflammable, est septième. Au troisième tour, le Français quitte la piste à la sortie du virage des Six-Frère et percute le talus. La RA302 explose en une boule de feu du fait de sa composition et des 200 litres de carburant qu'elle contient, tuant son pilote. Surtees finit toutefois deuxième derrière Jacky Ickx.
Au Grand Prix de Grande-Bretagne Surtees, qualifié neuvième, finit cinquième.

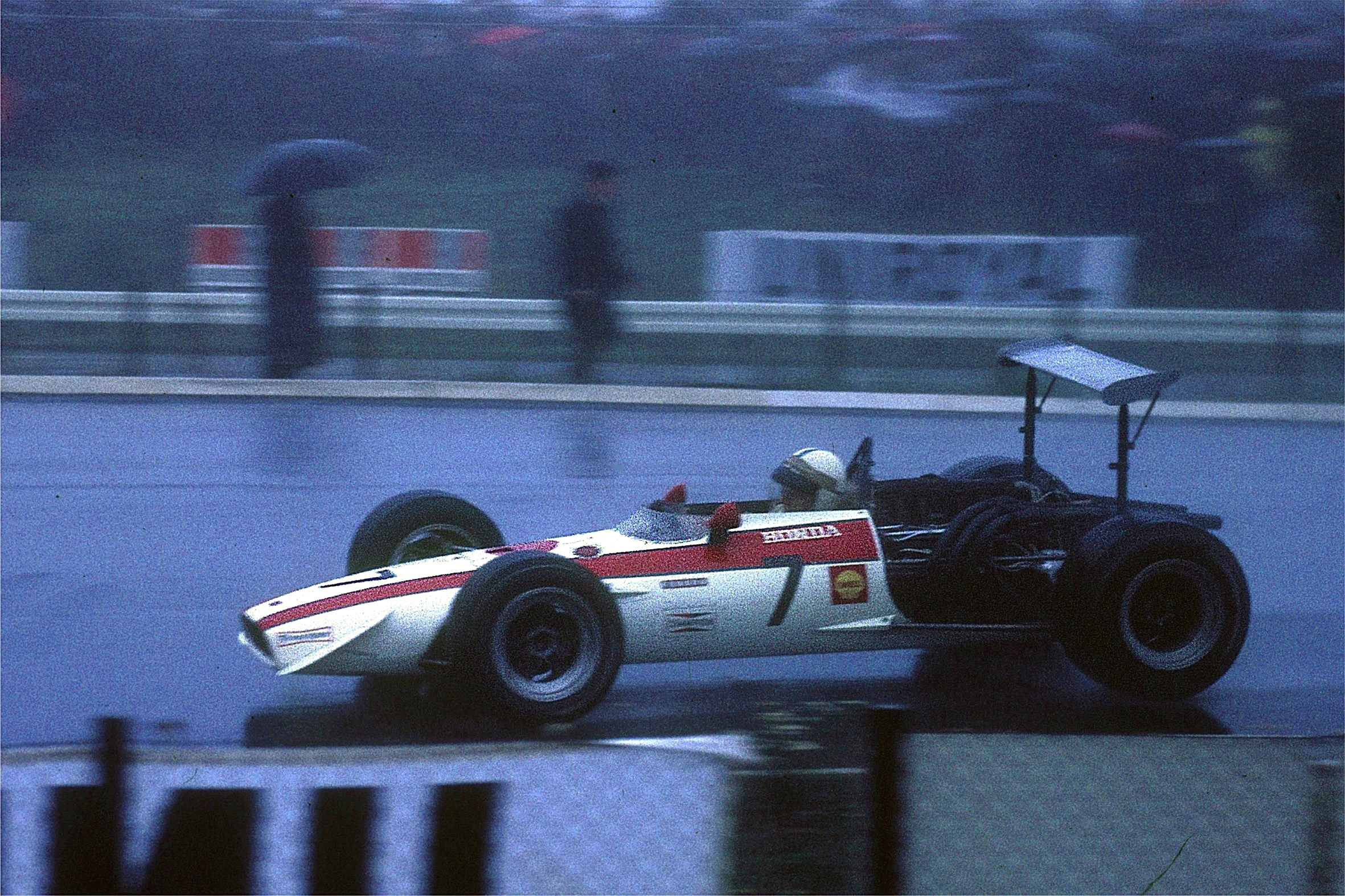
John Surtees lors du Grand Prix automobile d'Allemagne 1968.

En Allemagne, les ennuis techniques sont de retour. Après une septième place qualificative, Surtees abandonne en course sur problème d'allumage.
Pour le Grand Prix d'Italie, Honda propose à John Surtees d'utiliser le deuxième châssis de RA302 ; il refuse et conserve sa RA301. Il est épaulé par David Hobbs lors de cette course. Surtees réalise la première pole position de Honda en Formule 1 tandis que Hobbs est quatorzième ; ils ne terminent pas la course, le premier victime d'un accident dès le huitième tour et le deuxième trahi par sa soupape.
Hobbs renonce à participer au Canada et Surtees, seul, se qualifie septième ; il abandonne encore une fois à cause de sa boîte de vitesses.
Aux États-Unis, partant de la neuvième place, le Britannique se hisse sur la troisième marche du podium.
Enfin, au Mexique, Joakim Bonnier achète un châssis RA301 et l'engage sous les couleurs de son écurie tandis que Surtees reste le seul pilote officiel de la marque nippone. Ils se qualifient dix-huitième et sixième. Seul Bonnier voit la ligne d'arrivée en finissant cinquième. Ce Grand Prix est le dernier de Honda en tant que constructeur avant 2006 et le dernier en tant que motoriste avant 1983.
Surtees, avec 12 points, se hisse à la huitième place du championnat des conducteurs tandis que Honda est sixième avec 14 points dont 2 marqués par Bonnier au Mexique.

## Résultats en championnat du monde de Formule 1
| Saison | Écurie                     | Moteur           | Pneus     | Pilotes        | Courses | Courses | Courses | Courses | Courses | Courses | Courses | Courses | Courses | Courses | Courses | Courses | Points inscrits | Classement |
| Saison | Écurie                     | Moteur           | Pneus     | Pilotes        | 1       | 2       | 3       | 4       | 5       | 6       | 7       | 8       | 9       | 10      | 11      | 12      | Points inscrits | Classement |
| ------ | -------------------------- | ---------------- | --------- | -------------- | ------- | ------- | ------- | ------- | ------- | ------- | ------- | ------- | ------- | ------- | ------- | ------- | --------------- | ---------- |
| 1968   | Honda Racing               | Honda RA301E V12 | Firestone |                | AFS     | ESP     | MON     | BEL     | P-B     | FRA     | GBR     | ALL     | ITA     | CAN     | USA     | MEX     | 12              | 8e         |
| 1968   | Honda Racing               | Honda RA301E V12 | Firestone | John Surtees   | -       | Abd     | Abd     | Abd     | Abd     | 2       | 5       | Abd     | Abd     | Abd     | 3       | Abd     | 12              | 8e         |
| 1968   | Honda Racing               | Honda RA301E V12 | Firestone | David Hobbs    | -       | -       | -       | -       | -       | -       | -       | -       | Abd     | Np.     | -       | -       | 0               | nc.        |
| 1968   | Joakim Bonnier Racing Team | Honda RA301E V12 | Goodyear  | Joakim Bonnier | -       | -       | -       | -       | -       | -       | -       | -       | -       | -       | -       | 5       | 3               | 22e        |

Légende : ici